# Bankauskunft
Unter Bankauskunft (englisch bank information) wird die allgemein gehaltene, streng standardisierte Mitteilung eines Kreditinstituts über die wirtschaftlichen Verhältnisse, das Geschäftsgebaren und das Zahlungsverhalten eines Kunden im Rahmen der banküblichen Geschäftsverbindung verstanden. Bankauskünfte zielen darauf ab, die Kreditrisiken der Banken und anderer Kreditgeber einschätzbar zu machen. Unter diesen Begriff Bankauskunft fallen lediglich Auskünfte im Rahmen der Geschäftsverbindung, nicht jedoch behördliche Auskunftsersuchen, wie in Steuer- oder Strafverfahren, die richterlich angeordnet sein müssen (siehe im Einzelnen Bankgeheimnis).

## Rechtsgrundlagen
Im Hinblick auf die Rechtsbeziehungen sind zwei Ebenen zu unterscheiden. Die Kreditinstitute untereinander wenden seit Mai 1987 die vom Zentralen Kreditausschuss (heute: Die Deutsche Kreditwirtschaft) erstellten „Grundsätze für die Durchführung des Bankauskunftsverfahrens zwischen Kreditinstituten“ an, die für eine Vereinheitlichung des Auskunftsverfahrens in Inhalt und Form sorgen sollen. Sie regeln die Rechtsbeziehungen zwischen Kreditinstituten.
Im Verhältnis zwischen Bank und Kunde richten sich Zulässigkeit, Umfang sowie Inhalt von Bankauskünften nach den AGB (Nr. 3 AGB-Sparkassen/Nr. 2 AGB-Banken). Formell wird institutseinheitlich ein Vordruck angewandt, der das Ankreuzen bestimmter, textlich vorgegebener Felder ermöglicht. Inhaltlich wurden allgemein gehaltene Formulierungen gewählt, was in den AGB präzisiert wird. Danach werden betragsmäßige Angaben über Kontostände, Sparguthaben, Depot oder sonstige der Bank anvertraute Vermögenswerte sowie Angaben über die Höhe von Kreditinanspruchnahmen nicht gemacht. Auskünfte über im Handelsregister eingetragene Kaufleute dürfen sich nur auf deren geschäftliche Tätigkeit beziehen und müssen ganz unterbleiben, wenn eine entsprechende Weisung des Kunden vorliegt. Auskünfte über Privatpersonen dürfen nur dann erteilt werden, „wenn diese generell oder im Einzelfall ausdrücklich zugestimmt haben“. Damit dürfen Auskünfte über Firmen generell erteilt werden, es sei denn, es liegt eine gegenteilige Weisung vor. Umgekehrt müssen Privatkunden eine generelle oder spezielle Erlaubnis zur Auskunftserteilung geben. Damit gelten Auskünfte über juristische Personen und im Handelsregister eingetragene Kaufleute als genehmigt, sofern der Kontoinhaber diese nicht ausdrücklich untersagt hat. Auskünfte über sonstige Kunden (z. B. Privatkunden) und Vereinigungen werden nur mit ausdrücklicher Genehmigung des Betroffenen erteilt.

## Auskunftsverfahren
Auf der Basis der „Grundsätze für die Durchführung des Bankauskunftsverfahrens zwischen Kreditinstituten“ sind vier Aspekte der Auskunftserteilung von Bedeutung:
- Auskunftsanfragen sollen schriftlich, und nur in Ausnahmefällen fernschriftlich oder fernmündlich, gestellt werden. In der Auskunftsanfrage ist der Anfragegrund, mit dem das berechtigte Interesse an der Bankauskunft glaubhaft gemacht wird, anzugeben. Das anfragende Kreditinstitut hat klarzustellen, ob es die Auskunft im eigenen oder im Kundeninteresse einholt. Bei Auskunftsanfragen im Interesse eines Kunden wird dessen Name nicht genannt. Das anfragende Kreditinstitut ist jedoch verpflichtet, den Namen des anfragenden Kunden dem angefragten Kreditinstitut zu nennen, wenn dem Kunden, über den eine Auskunft erteilt wurde, ein Anspruch auf Nennung des Anfragers zusteht.
- Auskunftserteilung: Bankauskünfte sollen allgemein gehalten sein. Bankauskünfte werden nur aufgrund von Erkenntnissen erteilt, die der auskunftsgebenden Stelle vorliegen. Die Auskunft enthält lediglich allgemeine Aussagen zu den wirtschaftlichen Verhältnissen des Kunden wie Zahlungsfähigkeit oder Kreditwürdigkeit. Es werden keine besonderen Recherchen angestellt.
- Weitergabe der Auskunft an den Kunden: Die im Kundeninteresse eingeholte Bankauskunft wird an diesen inhaltlich unverändert schriftlich weitergegeben. Der Kunde, der eine Bankauskunft erhält, wird ausdrücklich darauf hingewiesen, dass er empfangene Informationen nur für den angegebenen Zweck verwenden und nicht an Dritte weitergeben darf.
- Auskunftsverweigerung: Auskunftsverweigerungen sollen allgemein gehalten sein. Liegt bei Privatkunden keine Einwilligung vor oder hat bei Geschäftskunden der Kunde die Erteilung einer Auskunft untersagt, ist die Auskunftsverweigerung so zu formulieren, dass sie nicht als negative Auskunft verstanden werden kann. Hat die angefragte Stelle keinen Einblick in die wirtschaftlichen Verhältnisse des Kunden, ist dies in der Antwort deutlich zum Ausdruck zu bringen.

## Typischer Aufbau
Der Aufbau eines standardisierten Auskunftsvordrucks ist sehr allgemein gehalten und besteht lediglich aus einer Reihe von vorformulierten Textschlüsseln, welche der Übersichtlichkeit halber zu verschiedenen Kategorien zusammengefasst werden. Ein Auszug könnte demnach wie folgt aussehen:
```
Geschäftsbeziehung

10 Die angefragte Person/Firma ist Kunde bei uns
12 Die Geschäftsbeziehung besteht seit ... Jahren
14 Das Konto wird absprachegemäß geführt
```

```
Kontoführung

25 Informationen zu weiteren Konten liegen uns nicht vor
32 In der Vergangenheit lag keine oder nur eine geringe Verschuldung vor
33 Es ist keine Neuverschuldung zu erwarten
```

```
Grundbesitz

54 Der Kunde ist im Besitz eines Grundstücks
55 Das Grundstück ist mit einer Grundschuld belastet
57 Das Grundstück wird überwiegend privat genutzt
```

## Auskunft und Bankgeheimnis
Das Verhältnis von Kreditinstituten zu ihren Kunden ist durch eine besondere Vertrauensbeziehung geprägt, die Interessenwahrungs-, Schutz- und Loyalitätspflichten begründet. Die Verpflichtung zur Wahrung des Bankgeheimnisses ist eine besondere Ausprägung der allgemeinen Pflicht der Bank, die Vermögensinteressen des Vertragspartners zu schützen und nicht zu beeinträchtigen. Das Bankgeheimnis bezieht sich auf kundenbezogene Tatsachen und Wertungen, die einem Kreditinstitut aufgrund, aus Anlass bzw. im Rahmen der Geschäftsverbindung zum Kunden bekannt geworden sind. Kundenbezogene Tatsachen und Wertungen, die in den Schutzbereich des Bankgeheimnisses fallen, sollen aber im Rahmen der Bankauskunft anderen Interessenten zur Verfügung gestellt werden. Deshalb scheinen Bankgeheimnis und Bankauskunft zunächst einmal als Widerspruch nicht miteinander vereinbar zu sein. Sowohl Bankgeheimnis als auch Bankauskunft sind in den AGB geregelt, wobei dem Bankgeheimnis übergeordnete Bedeutung zukommt. Seit 1983 hat der Zentrale Kreditausschuss die Grenzen zwischen dem Auskunftsinteresse und dem Bankgeheimnis festgelegt. Um diesen Widerspruch aufzulösen, werden lediglich allgemein gehaltene Informationen im Rahmen der Bankauskunft weitergegeben, keinesfalls jedoch Details über Kontostände, Kreditbeträge oder Kreditsicherheiten verbreitet. Zudem muss der Privatkunde ohnehin generell oder im Einzelfall seine Zustimmung zur Auskunftserteilung geben, während auch Firmenkunden die Möglichkeit haben, Auskunftserteilungen generell zu verbieten und somit die Wahrung eines „absoluten“ Bankgeheimnisses durchsetzen können.

## Negative Erkenntnisse
Zwar sind in den Auskunftsvordrucken auch negative Merkmale („die finanziellen Verhältnisse erscheinen angespannt“) enthalten, doch wird hiervon nicht immer Gebrauch gemacht. Vielmehr werden negative Erkenntnisse bei Bankauskünften meist durch „beredtes Schweigen“ zum Ausdruck gebracht, indem Aussagen, die eigentlich banküblich zum allgemeinen Inhalt einer Bankauskunft gehören, weggelassen werden. Aus dem Fehlen eines positiven Merkmals kann dann die andere Bank auf ungünstige wirtschaftliche Verhältnisse schließen.

## Haftung
Bereits für Ludwig Raiser stand im Jahre 1935 fest, dass die Haftung der Banken für die Richtigkeit von Ratschlägen und Auskünften ein heikles Thema sei. Eine Bankauskunft ist korrekt, wenn sie dem tatsächlichen Informationsstand der auskunftsgebenden Bank entspricht und das vorhandene Wissen bei der Formulierung der Auskunft zutreffend umgesetzt worden ist. Wesentlich ist dabei, dass die vorliegenden Tatsachen in der Auskunft auch wiedergegeben werden. Tatsachenbehauptungen sind durch die objektive Beziehung zwischen Äußerung und Wirklichkeit charakterisiert, während für Werturteile und Meinungsäußerungen die subjektive Beziehung des sich Äußernden zum Inhalt seiner Aussage kennzeichnend ist. Für die Einstufung als Tatsachenbehauptung ist danach von Bedeutung, ob die Aussage einer Überprüfung auf ihre Richtigkeit mit Mitteln des Beweises zugänglich ist. Dies scheidet bei Werturteilen und Meinungsäußerungen aus, weil sie durch das Element der Stellungnahme und des Dafürhaltens gekennzeichnet sind und sich deshalb nicht als wahr oder unwahr erweisen lassen.
Wegen der Haftung der Kreditinstitute bei falschen Auskünften gibt es jedoch eine lange Rechtsprechungstradition. Erteilt ein Kreditinstitut über ein Unternehmen, das ein Girokonto bei ihm führt, schuldhaft eine falsche Bonitätsauskunft, so kommt ein Schadensersatzanspruch wegen Verletzung einer Nebenpflicht aus dem Giroverhältnis in Betracht. Bei einem bestehenden Giroverhältnis steht dem Kunden aus den §§ 280 Abs. 1, § 241 Abs. 2, § 242 BGB in Verbindung mit dem Bankvertrag ein Auskunftsanspruch gegen das auskunftserteilende Kreditinstitut zu. Wird dann auf eine Bonitätsanfrage eine inhaltlich unzutreffende Auskunft über die Bonität des Bankkunden gegeben, ist die Bank ihm zum Schadensersatz verpflichtet. Zudem ist der formularmäßige Haftungsausschluss für grob fahrlässige oder vorsätzliche Falschauskunft durch Kreditinstitute unwirksam. Für fehlerhafte Bankauskünfte haben Banken einzustehen. Deshalb haften Kreditinstitute nach den im Januar 2003 revidierten AGB Nr. 3 Abs. 1 AGB (Banken) bereits für einfaches Verschulden. Dieser Haftungsfall wird ausgelöst, wenn die erteilte Auskunft nicht den wahren Verhältnissen entspricht. Teilt eine Bank einem Kunden wahrheitswidrig mit, die Finanzierung eines geplanten Objekts sei gesichert, haftet sie für die falsche Auskunft. Aufgrund dieser fehlerhaften Auskunft übernahm ein Subunternehmer eine Bürgschaft in Millionenhöhe. Der Schadensersatz einer falschen Auskunft richtet sich nach dem eingetretenen Schaden, den ein Dritter erleidet, weil er sich auf diese Auskunft verlassen hat.
Aus einem Kreditvertrag ergibt sich für die kreditgebende Bank die Nebenpflicht, die Kreditwürdigkeit des Darlehensnehmers weder durch (öffentliche) Tatsachenbehauptungen, auch wenn sie wahr sind, noch durch Werturteile oder Meinungsäußerungen zu gefährden. Die sich aus einem Darlehensvertrag ergebende Verpflichtung zur Interessenwahrung und Loyalität wird schuldhaft durch die kreditgebende Bank verletzt, wenn die Kreditwürdigkeit des Darlehensnehmers sowohl durch (öffentliche) Tatsachenbehauptungen, auch wenn sie wahr sind, als auch durch Werturteile oder Meinungsäußerungen gefährdet wird.
Der BGH hatte auch die Praxis der Kreditinstitute, alle Daten eines Kreditnehmers und der Kreditabwicklung an ein Kreditinformationssystem zur Speicherung weiterzuleiten (SCHUFA-Klausel) nach § 307 BGB für unwirksam erklärt. Ausgelöst durch dieses Urteil werden Auskünfte über Privatkunden lediglich bei Vorliegen ihrer ausdrücklichen Zustimmung erteilt.